# Akeld
Akeld – wieś w Anglii, w hrabstwie Northumberland. Leży 72 km na północny zachód od miasta Newcastle upon Tyne i 468 km na północ od Londynu. W 2001 miejscowość liczyła 82 mieszkańców.